# Aaron Pryor
Aaron Pryor, född 20 oktober 1955 i Cincinnati, Ohio, död 9 oktober 2016 i Cincinnati, Ohio, var en amerikansk boxare som var världsmästare i lätt weltervikt 1980-85.
Pryor debuterade som proffs hösten 1976. Han radade upp segrar och blev en fruktad knock-outmaskin. Genom att besegra Antonio Cervantes erövrade Pryor WBA-titeln i lätt weltervikt. Han erövrade även IBF-titeln och höll sedan mästartitlarna ända fram till 1985. Pryor var känd för sin snabbhet, explosivitet och karismatiska stil.
Aaron Pryors mest berömda match var mot Alexis Argüello 1982 som han vann på K.O rond 14. Matchen blev senare utsedd till 80-talets bästa match.  Pryor och Argüello möttes igen året därpå och efter tio tuffa men övertygande ronder till pryors fördel kunde han slå ut Argüello i den tionde ronden. De två tuffa krigen mot Argüello tog hårt På Pryor som aldrig riktigt levde upp till den form och skicklighet som en gång tagit honom till toppen. Vid denna tidpunkt hade han även börjat missbruka crack/kokain. Pryor drog sig tillbaka som obesegrad junior weltervikts mästare 1985 men kom tillbaka två år senare för ett möte mot Bobby Joe Young. Pryor åkte på sin första och enda förlust i karriären då han knockades i den sjunde ronden av den yngre och fysiskt starkare Joe Young. Det var tydligt att Pryor inte längre var en boxare att räkna med och 1990 drog han sig tillbaka. Drogmissbruket fortsatte en bit in på 90-talet men han lyckades bli ren och även hans gamla rival Alexis Argüello lyckades med samma bedrift, då han också kämpade mot drogerna. De två förblev nära vänner fram till Argüellos död 2009.
Pryor är en legend och är en av de mest karismatiska och hetlevrade boxarna under sin tid. Pryor avled i oktober 2016. 